# 前原智子
前原 智子（まえはら ともこ、1980年11月14日 - ）は、元北陸放送（MRO）のアナウンサー、報道キャスター。同期入社は古橋拓真、小野ちづる（ともに現在はフリー）。

## 来歴・人物
鹿児島県鹿屋市出身。鹿児島県立鶴丸高等学校を経て早稲田大学卒業後、2003年4月1日に北陸放送へ入社。趣味は旅行（国内・海外）、飲み会。テレビ、ラジオが子供の頃より大好きだったことから、アナウンサーになることを志望。大学時代には早稲田大学アナウンス研究会（WAK）にも在籍していた。愛称は「ともちゃん」。
高校生の頃、自身の笑い声が林家パー子の笑い方に似ていたため、同級生の一人の男子からは「パー子」というあだ名で呼ばれていた。
2014年2月17日放送の竜香のあぶない8時において、自身の結婚を発表。
2018年4月より報道部に異動。
2020年12月25日放送のレオスタにおいて12月末を以って17年9ヶ月在籍した北陸放送退社を報告。またMROニュースランナー以来足掛け13年に渡る夕方ニュースキャスターからも勇退することとなった。

## 過去の担当・出演番組

### テレビ
- MROニュースランナー - キャスター
- 総力報道!THE NEWS MRO - キャスター（ - 2010年3月26日）
- 情報ロック レオスタ - 金曜サブキャスター（2010年4月2日 - 2013年3月29日）
- レオスタ - キャスター（2013年4月1日 - 2018年3月・2019年4月 - 2020年12月は全曜日、2018年4月 - 2019年3月は木曜・金曜）
- ほっと石川
- ともに生きる～海人君16歳～ - ナレーション担当（2009年3月20日）
- えなりかずき!そらナビ - 穴水町から中継担当（中部日本放送、2010年2月19日）
- えなりかずき!そらナビ - 珠洲市から中継担当（中部日本放送、2010年6月18日）
- ダイドードリンコスペシャル 日本の祭り あばれ神輿への想い～能登の男が輝く瞬間(とき)～　- ナレーション担当（2010年7月25日）
- 発見!人間力 #118 石川発つぶやく果物屋さん～金沢・近江町市場ツイッター部～　- ナレーション担当（民教協制作番組、2010年12月5日 - 2011年1月9日）
- MRO旅フェスタ2011 旅・度にっぽん!!～今こそ日本再発見の旅～（2011年7月3日）
- 旅☆度にっぽんplus（2012年6月24日）
- ニッポン コレカラ プロジェクト（JNN7局ネット、2012年9月30日）
- 金沢百万石まつり特番
- 北陸新幹線金沢開業特別番組　未来へのレール～新幹線時代の幕開け（2015年3月14日）
- MROテレビ開局60周年特番 サンキューMリバディ!（2018年12月1日）

### ラジオ
- げつきんワイド!おいね★どいね（水曜・木曜担当）
- Twin Wave 940（2016年11月29日 - 2017年3月28日、火曜担当）
- 歌のない歌謡曲
- ともこ・ちづるのキライキライけどスキッ!→ともこ・あゆみのキライキライけどスキッ!
- 辻よしなりの「週末アソビナビ」（TBSラジオ、2013年3月2日・3月9日）
- おいね★どいね - 水曜パーソナリティ（2015年9月30日 - 2018年3月28日）
- 竜香のあぶない8時（ - 2018年3月26日）
- 前原智子のクチズサミ!（2010年4月5日 - 2018年4月1日）